# Paul Enquist
Paul N. Enquist (* 13. Dezember 1955 in Seattle) ist ein ehemaliger US-amerikanischer Ruderer und Olympiasieger im Doppelzweier. 
Der 1,98 m große Enquist belegte zusammen mit Brad Alan Lewis bei den Weltmeisterschaften 1983 den sechsten Platz im Doppelzweier. Von den fünf vor den beiden US-Ruderern liegenden Booten trat lediglich das Weltmeisterboot aus der DDR wegen des Olympiaboykotts nicht bei den Olympischen Spielen 1984 in Los Angeles an. Im ersten Vorlauf siegte in Los Angeles der deutsche Zweier (Bronze im Vorjahr) vor Lewis und Enquist und den norwegischen Vizeweltmeistern. Im zweiten Vorlauf siegten die Belgier, die im Vorjahr nicht unter den besten zwölf Booten waren. Lewis und Enquist qualifizierten sich durch einen Sieg vor den Jugoslawen im Hoffnungslauf für das Finale. Im Finale siegten die beiden Amerikaner vor den Belgiern und den Jugoslawen. Es war der erste Olympiasieg für ein US-Boot bei Ruderwettkämpfen seit 1964.